# Arches (Cantal)
Pour les articles homonymes, voir Arches.
Arches  (/aʁʃ/) est une commune française située dans le département du Cantal, en région Auvergne-Rhône-Alpes.

## Géographie
La commune d'Arches est située sur la méridienne verte, sur un plateau surplombant la Dordogne. Elle est bordée au nord et à l'ouest par la Dordogne dans la retenue du barrage de l'Aigle, et par deux de ses affluents : la Sumène au nord-est et le Labiou au sud.

### Localisation
Les communes limitrophes sont  Chalvignac, Jaleyrac, Neuvic, Sourniac, Sérandon et Veyrières.

### Climat
Pour des articles plus généraux, voir Climat d'Auvergne-Rhône-Alpes et Climat du Cantal.
En 2010, le climat de la commune est de type climat des marges montargnardes, selon une étude du CNRS s'appuyant sur une série de données couvrant la période 1971-2000. En 2020, Météo-France publie une typologie des climats de la France métropolitaine dans laquelle la commune est exposée à un climat de montagne ou de marges de montagne et est dans la région climatique Ouest et nord-ouest du Massif Central, caractérisée par une pluviométrie annuelle de 900 à 1 500 mm, maximale en automne et en hiver.
Pour la période 1971-2000, la température annuelle moyenne est de 10,2 °C, avec une amplitude thermique annuelle de 15,1 °C. Le cumul annuel moyen de précipitations est de 1 332 mm, avec 13,1 jours de précipitations en janvier et 7,9 jours en juillet. Pour la période 1991-2020, la température moyenne annuelle observée sur la station météorologique de Météo-France la plus proche, sur la commune de Neuvic à 9 km à vol d'oiseau, est de 10,6 °C et le cumul annuel moyen de précipitations est de 1 173,4 mm,. Pour l'avenir, les paramètres climatiques de la commune estimés pour 2050 selon différents scénarios d'émission de gaz à effet de serre sont consultables sur un site dédié publié par Météo-France en novembre 2022.

## Urbanisme

### Typologie
Au 1er janvier 2024, Arches est catégorisée commune rurale à habitat très dispersé, selon la nouvelle grille communale de densité à 7 niveaux définie par l'Insee en 2022.
Elle est située hors unité urbaine. Par ailleurs la commune fait partie de l'aire d'attraction de Mauriac, dont elle est une commune de la couronne,. Cette aire, qui regroupe 16 communes, est catégorisée dans les aires de moins de 50 000 habitants,.

### Occupation des sols
L'occupation des sols de la commune, telle qu'elle ressort de la base de données européenne d’occupation biophysique des sols Corine Land Cover (CLC), est marquée par l'importance des forêts et milieux semi-naturels (49,6 % en 2018), une proportion sensiblement équivalente à celle de 1990 (50,4 %). La répartition détaillée en 2018 est la suivante : 
forêts (49,6 %), prairies (34,5 %), zones agricoles hétérogènes (7,6 %), eaux continentales (6,8 %), mines, décharges et chantiers (1,5 %). L'évolution de l’occupation des sols de la commune et de ses infrastructures peut être observée sur les différentes représentations cartographiques du territoire : la carte de Cassini (XVIIIe siècle), la carte d'état-major (1820-1866) et les cartes ou photos aériennes de l'IGN pour la période actuelle (1950 à aujourd'hui).

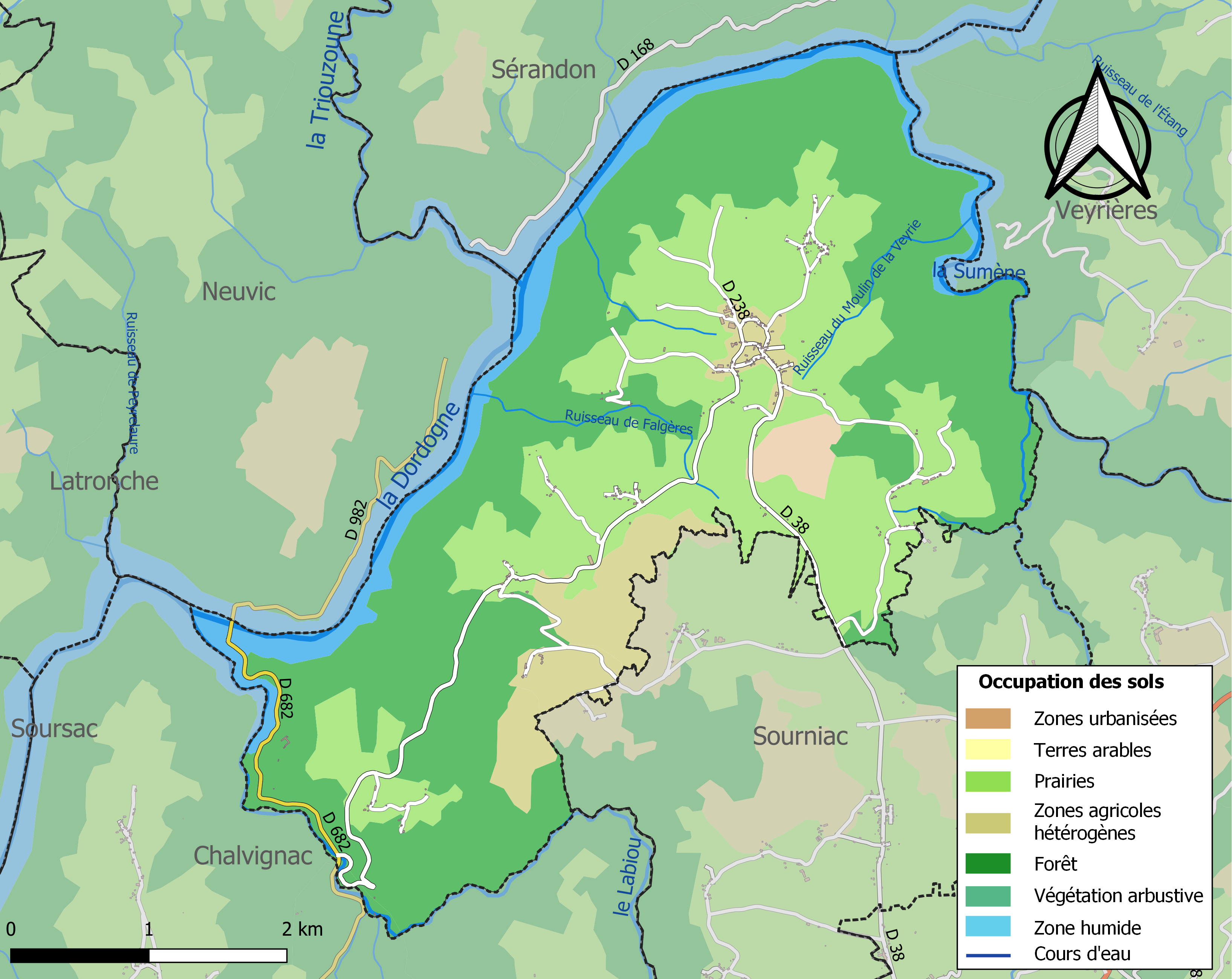
Carte des infrastructures et de l'occupation des sols de la commune en 2018 (CLC).

### Habitat et logement
En 2020, le nombre total de logements dans la commune était de 144, en augmentation constante depuis un plus bas en 1975 avec 110 logements.
Parmi ces logements, 60,7 % étaient des résidences principales, 31,6 % des résidences secondaires et 7,7 % des logements vacants. Ces logements étaient pour 97,1 % d'entre eux des maisons individuelles et pour 2,9 % des appartements.
Le tableau ci-dessous présente la typologie des logements à Arches en 2020 en comparaison avec celle du Cantal et de la France entière. Une caractéristique marquante du parc de logements est ainsi une proportion de résidences secondaires et logements occasionnels (31,6 %) supérieure à celle du département (20,6 %) et à celle de la France entière (9,7 %). Concernant le statut d'occupation de ces logements, 80 % des habitants de la commune sont propriétaires de leur logement (84,9 % en 2014), contre 70,6 % pour le Cantal et 57,5 % pour la France entière.
| Typologie                                               | Arches | Cantal | France entière |
| ------------------------------------------------------- | ------ | ------ | -------------- |
| Résidences principales (en %)                           | 60,7   | 67,7   | 82,1           |
| Résidences secondaires et logements occasionnels (en %) | 31,6   | 20,6   | 9,7            |
| Logements vacants (en %)                                | 7,7    | 11,7   | 8,2            |

## Toponymie
Le nom de la localité est attesté sous la forme latine Arças Area au Xe siècle, de Garrigha en 1516.
Ce toponyme, d'origine pré-celtique, désigne une « terre inculte ».

## Politique et administration

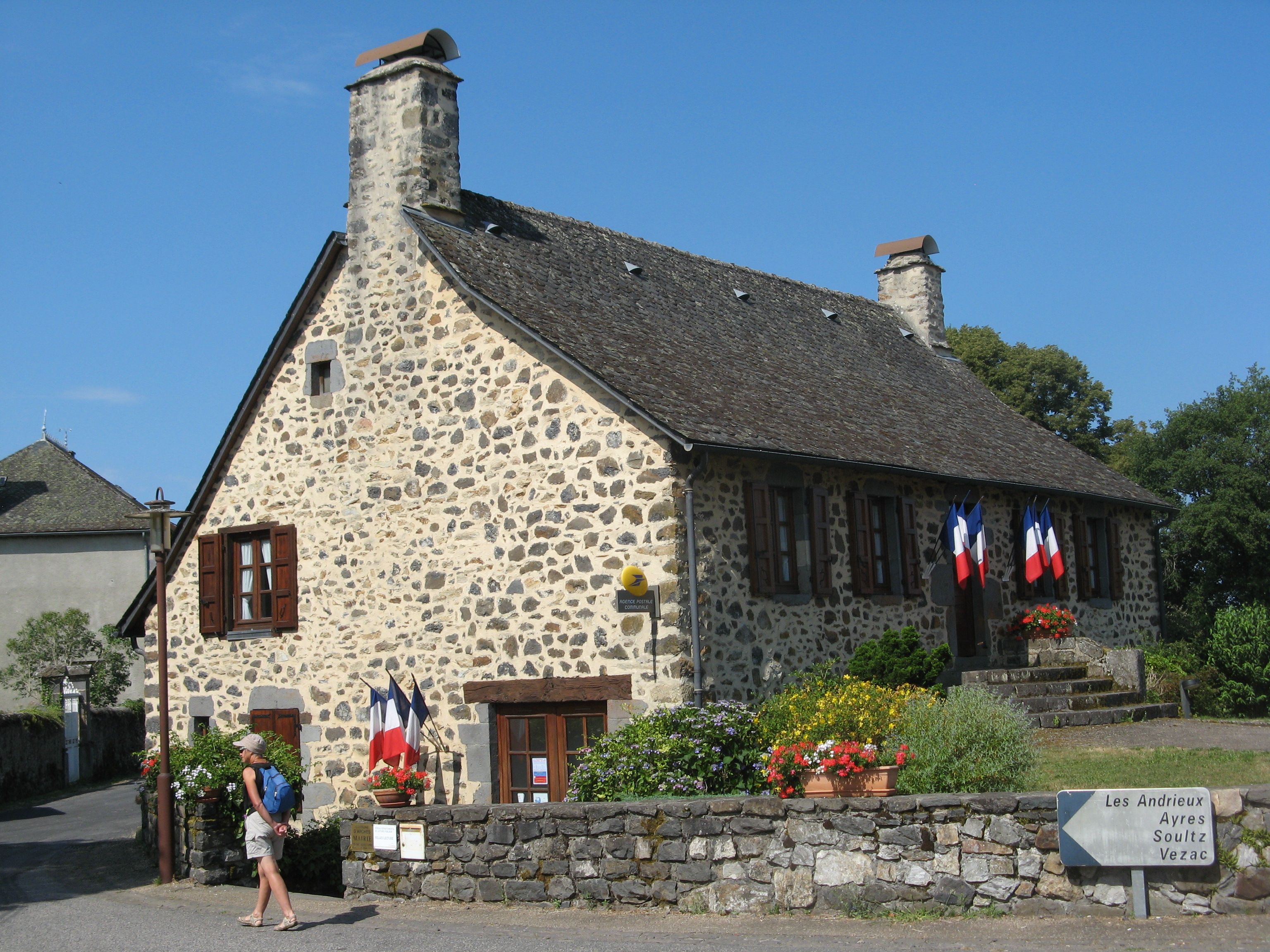
Mairie.

### Découpage territorial
La commune d'Arches est membre de la communauté de communes du Pays de Mauriac, un établissement public de coopération intercommunale (EPCI) à fiscalité propre créé le 4 novembre 1994 dont le siège est à Mauriac. Ce dernier est par ailleurs membre d'autres groupements intercommunaux.
Sur le plan administratif, elle est rattachée à l'arrondissement de Mauriac, à la circonscription administrative de l'État du Cantal et à la région Auvergne-Rhône-Alpes.
Sur le plan électoral, elle dépend du canton d'Ydes pour l'élection des conseillers départementaux, depuis le redécoupage cantonal de 2014 entré en vigueur en 2015, et de la deuxième circonscription du Cantal  pour les élections législatives, depuis le dernier découpage électoral de 2010.

### Liste des maires
| Période                                  | Période                   | Identité                                  | Étiquette | Qualité              |
| ---------------------------------------- | ------------------------- | ----------------------------------------- | --------- | -------------------- |
| Les données manquantes sont à compléter. |                           |                                           |           |                      |
| 1900                                     | 1904                      | Marcelin Counil                           |           |                      |
| 1904                                     | 1919                      | Gustave Delbec                            |           |                      |
| 1919                                     | 1920                      | Pierre Breuil                             |           |                      |
| 1920                                     | 1925                      | Jean Soulier                              |           |                      |
| 1925                                     | 1929                      | Jean Sourniac                             |           |                      |
| 1929                                     | 1936                      | Siméon Vignal                             |           |                      |
| 1936                                     | 1949                      | Martin Meynial                            |           |                      |
| 1949                                     | 1952                      | Alphonse Delbec                           |           |                      |
| 1952                                     | 1965                      | Alphonse Delbec                           |           |                      |
| 1965                                     | 1971                      | Marcel Jansonnie                          |           |                      |
| 1971                                     | 1976                      | Raymond Verdier                           |           |                      |
| 1976                                     | 1983                      | Antoine Dufayet                           |           |                      |
| 1983                                     | 1986                      | Michel Noël                               |           |                      |
| 1986                                     | 1989                      | Thérèse Chassagnard                       |           |                      |
| mars 1989                                | En cours (au 25 mai 2020) | Yves Magne Réélu pour le mandat 2020-2026 | DVG       | Administrateur civil |

## Démographie
L'évolution du nombre d'habitants est connue à travers les recensements de la population effectués dans la commune depuis 1793. Pour les communes de moins de 10 000 habitants, une enquête de recensement portant sur toute la population est réalisée tous les cinq ans, les populations de référence des années intermédiaires étant quant à elles estimées par interpolation ou extrapolation. Pour la commune, le premier recensement exhaustif entrant dans le cadre du nouveau dispositif a été réalisé en 2004.

En 2022, la commune comptait 203 habitants, en évolution de +15,34 % par rapport à 2016 (Cantal : −1,08 %, France hors Mayotte : +2,11 %).
| 1793 | 1800 | 1806 | 1821 | 1831 | 1836 | 1841 | 1846 | 1851 |
| ---- | ---- | ---- | ---- | ---- | ---- | ---- | ---- | ---- |
| 317  | 301  | 341  | 356  | 345  | 589  | 624  | 649  | 605  |

| 1856 | 1861 | 1866 | 1872 | 1876 | 1881 | 1886 | 1891 | 1896 |
| ---- | ---- | ---- | ---- | ---- | ---- | ---- | ---- | ---- |
| 674  | 727  | 705  | 720  | 739  | 788  | 780  | 710  | 662  |

| 1901 | 1906 | 1911 | 1921 | 1926 | 1931 | 1936 | 1946 | 1954 |
| ---- | ---- | ---- | ---- | ---- | ---- | ---- | ---- | ---- |
| 658  | 510  | 502  | 340  | 319  | 327  | 372  | 342  | 276  |

| 1962 | 1968 | 1975 | 1982 | 1990 | 1999 | 2004 | 2006 | 2009 |
| ---- | ---- | ---- | ---- | ---- | ---- | ---- | ---- | ---- |
| 237  | 248  | 209  | 198  | 174  | 173  | 181  | 182  | 184  |

| 2014 | 2019 | 2022 | - | - | - | - | - | - |
| ---- | ---- | ---- | - | - | - | - | - | - |
| 180  | 190  | 203  | - | - | - | - | - | - |

## Culture locale et patrimoine

### Lieux et monuments

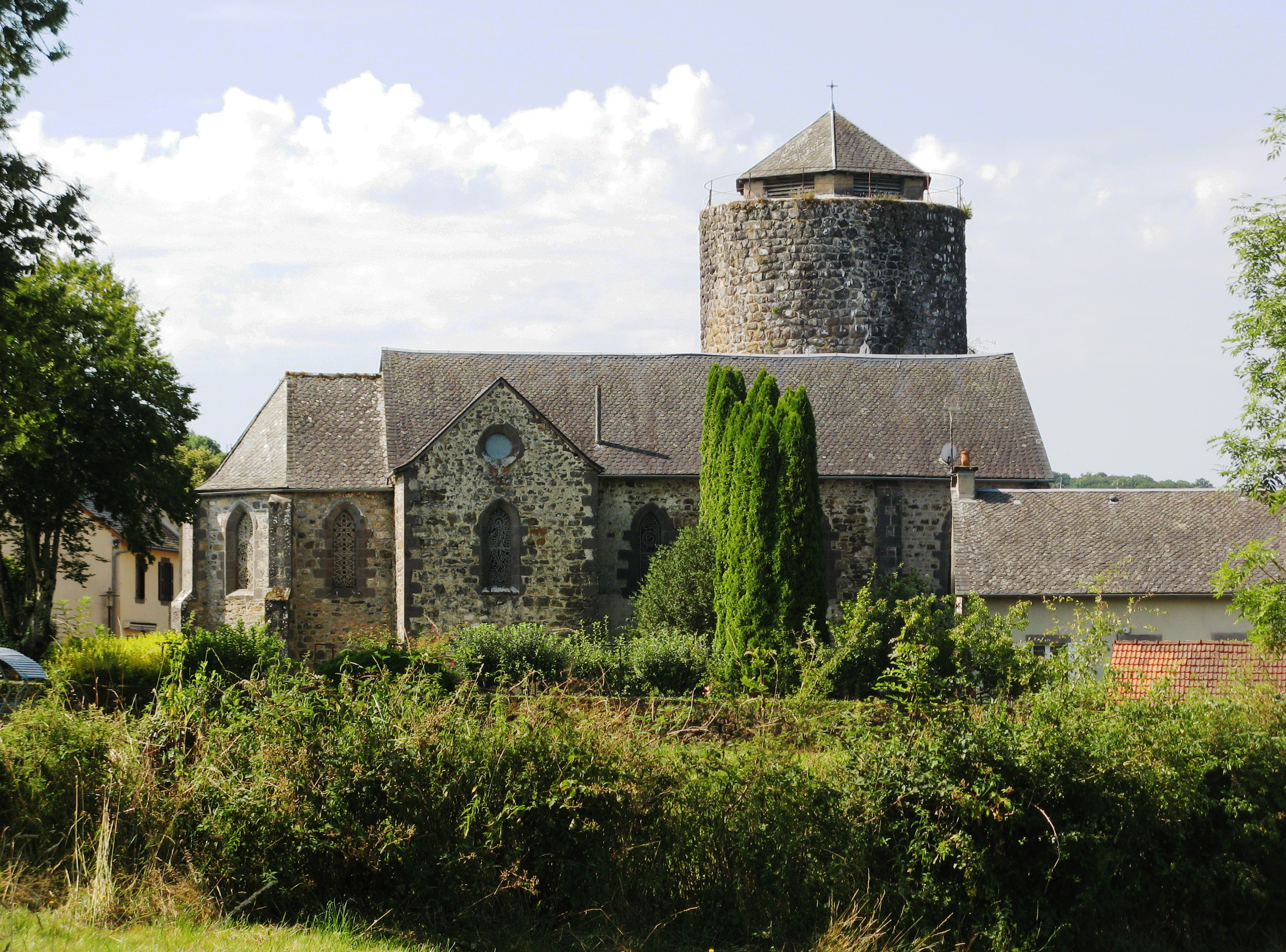
L'église paroissiale Saint-Julien.

- L'église Saint-Julien de style néogothique du XIXe siècle. Un ancien donjon du XIIe siècle lui tient lieu de clocher. Celui-ci fait l'objet d'un classement comme monument historique en date du 21 juin 1927[20].
- La pierre dressée dite Peyra de la Pendula sur la route menant à Mauriac.
- Le château de Montfort.
- Le couvent de la Thébaïde[21].
- Le pont suspendu de Saint-Projet sur la Dordogne entre les communes d'Arches et de Neuvic en Corrèze.
- L'ancien hameau de Saint-Projet-le-Désert englouti en 1945 sous les eaux de la retenue du barrage de l'aigle[22].

### Devise
Arches de dieu deul toujours despandu.